# Tour Granite
A Tour Granite egy felhőkarcoló a párizsi La Défense üzleti negyedben. A 184 méter magas épületet 2005-2008 között építették. Átadására 2008. december 15-én került sor. Tulajdonosa a Société Générale francia pénzintézet, mely további két felhőkarcolót birtokol a negyedben. Az új épület 180 millió euróba került.